# La Bezole
La Bezole település Franciaországban, Aude megyében. Lakosainak száma 47 fő (2022. január 1.). La Bezole Ajac, Castelreng, Courtauly, Saint-Benoît és Villelongue-d’Aude községekkel határos.

## Népesség
A település népessége az elmúlt években az alábbi módon változott:
| Lakosok száma | 32   | 27   | 38   | 45   | 41   | 39   | 44   | 47   | 47   | 47   |
|               | 1968 | 1982 | 1990 | 2006 | 2013 | 2015 | 2017 | 2019 | 2020 | 2022 |